# Cherry Pimps
Cherry Pimps es un estudio de cine y sitio web de pago pornográfico estadounidense dedicado también a la difusión de sesiones con modelos camgirl así como escenas (o shows) en vivo.

## Historia
El sitio web CherryPimps.com fue abierto por BLT Innovations a finales de abril de 2005, comenzando a trabajar en sus primeras producciones (tanto para escenas como películas independientes) un año y medio más tarde, en octubre de 2006.
De manera consecutiva, tanto en 2016 como en 2017, el estudio ganó el Premio XBIZ en la categoría Programa de afiliados del año - sitio de pago.

## Sitios web
Actualmente, el estudio opera tres sitios: WildOnCam.com, CherrySpot.com y BritneyAmber.com. También ha abierto y gestionado varios sitios oficiales de actrices pornográficas, incluyendo los dominios de Dana Vespoli, Britney Amber o Dillion Harper. Actualmente, Traffic Pimps, fundado en 2017, lleva a cabo el soporte y la gestión de más de una docena de sitios, incluida Red Cherry Pimps.

## Actrices
Algunas de las actrices que han grabado películas o modelado para Cherry Pimps son:
- Abella Danger
- Abigail Mac
- Adria Rae
- Adriana Chechik
- Aiden Ashley
- Aidra Fox
- Alana Cruise
- Alexa Tomas
- Alexis Crystal
- Alexis Fawx
- Alexis Texas
- Amarna Miller
- Angela White
- Anna Bell Peaks
- Arya Fae
- Ashley Adams
- Aubrey Black
- August Ames
- Ava Addams
- Avi Love
- Bonnie Rotten
- Brandi Love
- Brett Rossi
- Brooklyn Chase
- Cali Carter
- Candice Dare
- Carter Cruise
- Casey Calvert
- Chanel Preston
- Chanell Heart
- Charlotte Sartre
- Cherie DeVille
- Chloe Amour
- Dahlia Sky
- Dana DeArmond
- Dani Daniels
- Darla Crane
- Dava Foxx
- Eliza Ibarra
- Elsa Jean
- Emily Willis
- Eva Angelina
- Faye Reagan
- Georgia Jones
- Gia Derza
- Gianna Michaels
- Gina Valentina
- Honey Gold
- India Summer
- Ivy Lebelle
- Jade Nile
- Jasmine Jae
- Jayden Jaymes
- Jenna Sativa
- Jessica Ryan
- Jill Kassidy
- Kagney Linn Karter
- Karlee Grey
- Karma Rx
- Kenzie Reeves
- Kleio Valentien
- Lacy Lennon
- Lana Rhoades
- Lexi Belle
- Lily Cade
- Lily Lane
- Marie McCray
- Marley Brinx
- Melissa Moore
- Mia Malkova
- Missy Martinez
- Monique Alexander
- Naomi Swann
- Natasha Nice
- Natasha Starr
- Nikki Hearts
- Olivia Austin
- Penny Pax
- Puma Swede
- Quinn Wilde
- Raven Bay
- Richelle Ryan
- Riley Reid
- Romi Rain
- Sabina Rouge
- Samantha Ryan
- Sarah Jessie
- Sarah Vandella
- Sasha Grey
- Silvia Saige
- Sofi Ryan
- Sophie Dee
- Syren De Mer
- Tara Lynn Foxx
- Tiffany Watson
- Tory Lane
- Uma Jolie
- Valentina Nappi
- Veronica Avluv
- Veruca James
- Vicki Chase
- Whitney Wright
- Xandra Sixx
- Yurizan Beltran
- Zoey Monroe

## Chicas Cherry

#### Cherry of the Month
En enero de 2017 el sitio comenzó a elegir a la actriz o modelo que cada mes iba a ocupar el puesto honorífico de "Cherry of the Month" ("Cereza del mes"). Al final de cada año, los usuarios del sitio web votan a la "Cherry of the Year" ("Cereza del año"). Las elecciones de mayo, junio y julio de 2020 se vieron suspendidas por la pandemia por el coronavirus.
| Año  | Enero          | Febrero      | Marzo         | Abril           | Mayo           | Junio          | Julio        | Agosto             | Septiembre   | Octubre          | Noviembre     | Diciembre       |
| ---- | -------------- | ------------ | ------------- | --------------- | -------------- | -------------- | ------------ | ------------------ | ------------ | ---------------- | ------------- | --------------- |
| 2017 | Jenna Sativa   | Karlee Grey  | Mia Malkova   | Ariana Marie    | Uma Jolie      | Gina Valentina | Lana Rhoades | Sofi Ryan          | Aidra Fox    | Darcie Dolce     | Honey Gold    | Melissa Moore   |
| 2018 | Shyla Jennings | Zoey Monroe  | Kenna James   | Alexis Adams    | Ella Hughes    | Elsa Jean      | Alina Lopez  | Charlotte Stokely  | Natasha Nice | Isabella Deltore | Emma Hix      | Ana Foxxx       |
| 2019 | Emily Willis   | Ember Snow   | Gianna Dior   | Lacy Lennon     | Karma Rx       | Scarlett May   | Jill Kassidy | Whitney Wright     | Kiara Cole   | Paige Owens      | Kira Noir     | Angela White    |
| 2020 | Eliza Ibarra   | Vina Sky     | Athena Faris  | Naomi Swann     | —              | —              | —            | Cecilia Lion       | Jewelz Blu   | Jessie Saint     | Vanna Bardot  | Khloe Kapri     |
| 2021 | Adria Rae      | Kylie Rocket | Lily Larimar  | Scarlit Scandal | Charlotte Sins | Gizelle Blanco | Alexis Tae   | Anna Claire Clouds | April Olsen  | Alexia Anders    | Kayley Gunner | Spencer Bradley |
| 2022 | Joanna Angel   | Lilly Bell   | Xxlayna Marie | Savannah Bond   | Kenzie Anne    | Liz Jordan     | Hazel Grace  | Avery Black        | Skye Blue    | Chantal Danielle | Blake Blossom | Maddy May       |

#### Cherry of the Year
También, de manera anual, el portal elige su Cherry of the Year.
| 2018         | 2019      | 2020         | 2021         | 2022               | 2023       |
| ------------ | --------- | ------------ | ------------ | ------------------ | ---------- |
| Ariana Marie | Elsa Jean | Jill Kassidy | Cecilia Lion | Anna Claire Clouds | Lilly Bell |

## Premios distinguidos al estudio
| Año  | Ceremonia          | Resultado | Premio                                           |
| ---- | ------------------ | --------- | ------------------------------------------------ |
| 2007 | Premios XBIZ       | Nominado  | Empresa web prometedora                          |
| 2008 | Premios XBIZ       | Nominado  | Programa de afiliados del año - mejor evolución  |
| 2008 | Premios XBIZ       | Nominado  | Programa de afiliados del año - mejor evolución  |
| 2014 | Premios AVN        | Nominado  | Mejor línea nueva                                |
| 2016 | Premios RISE       | Nominado  | Mejor network del año                            |
| 2016 | Premios XBIZ       | Ganador   | Programa de afiliados del año - sitio de pago    |
| 2016 | Premios XBIZ       | Nominado  | Sitio web del año - vídeo                        |
| 2017 | Premios AVN        | Nominado  | Mejor programa de afiliados                      |
| 2017 | Premios XBIZ       | Nominado  | Campaña de marketing del año                     |
| 2017 | Premios XBIZ       | Ganador   | Programa de afiliados del año - sitio de pago    |
| 2017 | Premios XBIZ       | Nominado  | Sitio web del año - vídeo                        |
| 2018 | Premios Nightmoves | Nominado  | Empresa de sitios web de cámaras en vivo del año |
| 2019 | Premios XBIZ       | Nominado  | Sitio de pago del año                            |
| 2020 | Premios XBIZ       | Nominado  | Campaña de marketing del año                     |
| 2020 | Premios XBIZ       | Nominado  | Sitio de pago del año                            |